# エリザベス・イングリス
エリザベス・イングリス（Elizabeth Inglis、1913年7月10日 - 2007年8月25日）は、イギリスの女優である。

## 若年期
イギリス・エセックス州コルチェスターで1913年7月10日に、アラン・ジョージ・ホーキンスとマーガレット・イングリス・ホーキンス（旧姓ハント）の間に生まれた。出生時の名前はデザレー・メアリー・ルーシー・ホーキンス(Desiree Mary Lucy Hawkins)である。

## キャリア
1934年の映画"Borrowed Clothes"でデビューした。アルフレッド・ヒッチコック監督の1935年の映画『三十九夜』にも、端役で出演した。
パトリック・ハミルトンの1938年の戯曲『ガス燈』のイギリスでのオリジナル公演で、メイドのナンシー役を演じた。1938年12月5日に初演され、1939年6月10日に141回の公演を終えた。1939年にBBCテレビで放映されたテレビ番組では、イングリスをはじめとするキャストが舞台を再現して生中継された。
ハリウッドでは、ウィリアム・ワイラー監督の1940年の映画『月光の女』にアデル・エインズワース役で出演している。この作品では「エリザベス・アール」(Elizabeth Earl)という芸名でクレジットされている。

## 私生活
1942年、テレビプロデューサーのパット・ウィーバーと結婚した。パット・ウィーバーは、1953年から1955年までNBCテレビの社長を務めた。
結婚後、イングリスは女優を引退した。2人の間には2人の子供がいたが、そのうちの1人、スーザンはシガニー・ウィーバーの芸名で女優となった。
シガニー・ウィーバーが主役のエレン・リプリーとして出演した1986年の映画『エイリアン2』で、リプリーの娘アマンダ・リプリーの晩年の姿として写真でのみ登場する。このシーンは、劇場公開版ではカットされている。
イングリスは2007年8月25日にカリフォルニア州サンタバーバラで94歳で亡くなった。

## 出演作品
| 公開年 | 邦題 原題                            | 役名                     | 備考                                                     |
| ------ | ------------------------------------ | ------------------------ | -------------------------------------------------------- |
| 1934年 | Borrowed Clothes                     | バーバラ                 |                                                          |
| 1935年 | 三十九夜 The 39 Steps                | ジョーダン教授の娘       | クレジットなし                                           |
| 1937年 | 都会の雷鳴 Thunder in the City       | ドリー                   |                                                          |
| 1937年 | Landslide                            | ヴァラ・グラント         |                                                          |
| 1937年 | Museum Mystery                       | ルース・カーター         |                                                          |
| 1939年 | ガス燈 Gas Light                     | ナンシー                 | テレビ映画                                               |
| 1940年 | My Love Came Back                    |                          | クレジットなし                                           |
| 1940年 | River's End                          | リンダ・コニストン       | エリザベス・アール名義                                   |
| 1940年 | 月光の女 The Letter                  | アデリー・エインズワース | エリザベス・アール名義                                   |
| 1945年 | 今宵よ永遠に Tonight and Every Night | ジョアン                 | 作中のキャスト一覧では表示なし。オフスクリーンでのみ表示 |
| 1986年 | エイリアン2 Aliens                   | アマンダ・リプリー       | ディレクターズカット版において写真で出演 クレジットなし  |